# アミノグリコシド系抗生物質
アミノグリコシド系抗生物質（アミノグリコシドけいこうせいぶっしつ）とは抗生物質の区分で、アミノ糖を含む配糖体抗生物質の総称である。アミノ配糖体、アミノグルコシド系抗生物質ともいわれる。
最初に発見されたアミノグリコシド系抗生物質はストレプトマイシンであり、1944年にセルマン・ワクスマンによってStreptomyces spp.より発見された。その後、適用菌種の拡大と抗菌活性の増大を目的にして、フラジオマイシン、カナマイシンなどの放線菌などの微生物が産生する抗生物質が発見され、それらを出発物質として半合成されているものがある。
ストレプトマイシン自身は、黄色ブドウ球菌などを代表とするグラム陽性菌、大腸菌などを代表とするグラム陰性菌、抗酸菌に対して強い抗菌活性を持つ。
性質としては塩基性・可溶性である。酸素依存性に細胞膜から細菌細胞内へ輸送され、真正細菌のリボソームに作用して蛋白質合成を阻害する。抗菌力が強いため、殺菌的で、なおかつ抗菌スペクトルが広い。欠点としては、内耳神経や腎臓への強い毒性、嫌気環境では作用しない、耐性獲得、内服不可能などが挙げられる。また、神経遮断作用があるため、重症筋無力症の患者には禁忌である。
耐性獲得の機構として、不活化酵素を産生する遺伝子を持っている、リボソーム構造の変化によってストレプトマイシンが反応出来ない、などのことが考えられる。
大部分が腎臓から未変化体で排泄されるため、腎機能による投与設計が必要であり、血中濃度を測定しながら、毒性（難聴、平衡機能障害、腎機能障害）に注意して投与しなくてはいけない。

## 代表的アミノグリコシド系抗生物質

### 抗結核菌作用のあるもの
- ストレプトマイシン (SM)
- カナマイシン (KM)

### 抗緑膿菌作用のあるもの
- ゲンタマイシン（GM、商品名 ゲンタシン）
- トブラマイシン（TOB、商品名 トブラシン）
- アミカシン（AMK、商品名 注射用硫酸アミカシン「萬有」100mg）
- ジベカシン（DKB）

### 抗MRSA作用のあるもの
- アルベカシン （ABK、商品名 ハベカシン）

## アミノグリコシド系抗生物質の特徴
Post Antibiotic Effect(PAE)
血中濃度が下がった後も一定期間効き目が持続する効果があり、十分量投与すれば一日一回投与で十分な抗菌力をえる。
濃度依存性
アミノグリコシド系の抗菌薬は濃度依存性であるので、濃度を高めるほど効果が増す。但し、中毒も起こしやすいため血中濃度のモニターが必要である。血中濃度のモニターは一日二回の採血による測定で行うことが多いが、アミノグリコシド一日一回投与の場合は、十分量投与されているという前提の下、翌日投与前の採血で血中濃度1μg/ml以下であれば中毒域には達していないという法則も使える。
シナジー効果
多剤と併用することで相乗効果が得られる。特にβ-ラクタム系抗生物質との併用が多い。特に黄色ブドウ球菌による感染性心内膜炎の場合はシナジー狙いで5日ほど投与することが多い。アミノグリコシド自体では黄色ブドウ球菌にほとんど効果はなく、これはシナジー狙いの処方である。
臨床効果
薬物動態学的な問題として肺への移行性は極めて悪く、肺炎に単独で用いても効果はない。またアルカリ性下で抗菌力が発揮されるので膿瘍など酸性の条件下では効果が低い。また嫌気環境・嫌気性菌への効果は薄い。
副作用
聴力、平衡感覚の障害が不可逆的になり、難聴や平衡機能障害になるリスクがあるので注意が必要である。腎毒性は非乏尿性の腎障害が出ることが特徴的で可逆的障害と言われているがあまりに進行すると不可逆的になる。

## 主な使い分け
アミノグリコシドは起因菌によって使い分けることが多い。
抗酸菌
ストレプトマイシンやアミカシンを用いる。
腸球菌
セファロスポリンが全く効かない腸球菌に対してはゲンタマイシンがよく用いられる。
緑膿菌
トブラマイシンがよく用いられる。
セラチア
ゲンタマイシンやストレプトマイシンがよく用いられる。
ペスト、野兎病
ゲンタマイシンがよく用いられる。
アメーバシスト
パロモマイシンを用いる。